# Vailhauquès
Vailhauquès – miejscowość i gmina we Francji, w regionie Oksytania, w departamencie Hérault.
Według danych na rok 1990 gminę zamieszkiwało 1317 osób, a gęstość zaludnienia wynosiła 82 osoby/km² (wśród 1545 gmin Langwedocji-Roussillon Vailhauquès plasuje się na 279. miejscu pod względem liczby ludności, natomiast pod względem powierzchni na miejscu 496.).

## Populacja

Populacja Vailhauquès w latach 1962-2008